# Margency
Margency é uma comuna francesa na região administrativa da Ilha de França, no departamento do Vale do Oise. Estende-se por uma área de 0.72 km². Em 2010 a comuna tinha 2 909 habitantes (densidade: 4 040,3 hab./km²).